# Josie and the Pussycats (filme)
Josie and the Pussycats (bra: Josie e as Gatinhas; prt: Josie and the Pussycats) é um filme de comédia musical de 2001 lançado pela Universal Pictures e Metro-Goldwyn-Mayer. Dirigido e coescrito por Harry Elfont e Deborah Kaplan, o filme é livremente baseado nas personagens homônimas das histórias em quadrinhos e desenhos animados da Hanna-Barbera. É estrelado por Rachael Leigh Cook, Tara Reid, e Rosario Dawson como as Gatinhas, com Alan Cumming, Parker Posey, e Gabriel Mann em papéis secundários. O filme foi lançado diretamente em vídeo no Brasil.

## Sinopse
No filme três amigas que possuem o sonho de tornar famoso o seu grupo de pop rock, chamado "As Gatinhas", precisarão enfrentar, na difícil busca para o estrelato, as armações de um casal de empresários do mundo da música.

## Elenco
As Gatinhas
- Rachael Leigh Cook como Josie McCoy, vocalista das Gatinhas e a ruiva, guitarrista e líder da banda
- Tara Reid como Melody Valentine, doce, mas distraída loira o baterista da banda
- Rosario Dawson como Valerie Brown, a negra inteligente compositor da banda, o baixista e backing vocal
- Gabriel Mann como Alan M, um guitarrista folk e o "homem mais sexy em Riverdale", e interesse romântico de Josie
- Paulo Costanzo como Alexander Cabot, extravagante, rico, temperamental e esnobe gerente de talentos da banda
- Missi Pyle como Alexandra Cabot, talento, exigente, e irritante irmã gêmea de Alexander, que está perseguindo o interesse amoroso de Josie, Alan M

MegaRecords
- Alan Cumming como Wyatt Frame, um promotor manipulador que recruta e gere novas bandas para MegaRecords. Ele é o gerente de Du Jour e as Gatinhas, e não mede esforços para evitar a exposição da conspiração.
- Parker Posey como Fiona, a desonesta CEO da MegaRecords que concebeu o esquema de usar mensagens subliminares para manipular os hábitos de gastos dos adolescentes.
- Tom Butler como Agente Kelly, o agente do governo que colabora com Wyatt e Fiona no esquema.

Du Jour
- Alex Martin como Les
- Donald Faison como DJ
- Seth Green como Travis
- Breckin Meyer como Marco

Cameos
- Serena Altschul como ela mesma
- Carson Daly como ele mesmo
- Aries Spears como o outro Carson Daly
- Eugene Levy como ele mesmo
- Kenneth "Babyface" Edmonds como o Chefe
- Justin Chatwin como fã adolescente
- Russ Leatherman como Mr. Moviefone
- Harry Elfont (director cameo) como Lex o piloto

## Trilha sonora
Lançado pela Sony Music Soundtrax e Playtone Records em 27 de março de 2001, Music from the Motion Picture Josie and the Pussycats foi bem recebido, certificando um disco de ouro, com 500,000 cópias, apesar do fracasso comercial e de crítica do filme.
1. "3 Small Words" – Josie and the Pussycats (2:53)
2. "Pretend to Be Nice" – Josie and the Pussycats (3:50)
3. "Spin Around" – Josie and the Pussycats (3:17)
4. "You Don't See Me" – Josie and the Pussycats (3:42)
5. "You're a Star" – Josie and the Pussycats (2:04)
6. "Shapeshifter" – Josie and the Pussycats (3:01)
7. "I Wish You Well" – Josie and the Pussycats (2:55)
8. "Real Wild Child" – Josie and the Pussycats (1:52)
9. "Come On" – Josie and the Pussycats (3:17)
10. "Money (That's What I Want)" – Josie and the Pussycats (2:28)
11. "Du Jour Around the World" – Du Jour (2:56)
12. "Backdoor Lover" – Du Jour (3:40)
13. "Josie and the Pussycats Theme" – Josie and the Pussycats (1:43)